# James G. Stewart
James „Jim“ Graham Stewart (* 21. Mai 1907 in Homewood, Pennsylvania; † 22. März 1997 in Los Angeles, Hollywood) war ein US-amerikanischer Filmtechniker, der 1949 einen Oscar für die besten visuellen Effekte in dem Film Jenny (1948) gewann.

## Leben
Stewart begann seine Karriere als Filmtechniker in Hollywoods Filmwirtschaft 1933 als Tonassistent bei der Komödie Double Harness von John Cromwell und wirkte bei der Entstehung von rund 90 Filmen mit.
Bei der Oscarverleihung 1943 war er erstmals für einen Oscar für die besten visuellen Effekte nominiert, und zwar zusammen mit dem Fotografen Vernon L. Walker für das Kriegsdrama Die Flotte bricht durch (OT: The Navy Comes Through) (1942) von A. Edward Sutherland. 1944 folgte zusammen mit V.L. Walker und Roy Granville erneut eine Nominierung für den Oscar für die besten visuellen Effekte in dem Kriegsdrama Ohne Rücksicht auf Verluste (1943) von Richard Wallace. Bei der darauf folgenden Oscarverleihung 1945 war Stewart abermals mit V.L. Walker und R. Granville für den Oscar für die besten visuellen Effekte nominiert, und zwar diesmal für das romantische Kriegsdrama Days of Glory (1944) von Jacques Tourneur.
Den Oscar für die besten visuellen Effekte gewann er schließlich zusammen mit Paul Eagler, J. McMillan Johnson, Russell Shearman, Clarence Slifer und Charles L. Freeman 1949 für den Film Jenny (1948), einem Fantasyfilm von William Dieterle.
Daneben wirkte er noch als Filmtechniker in Filmen wie Citizen Kane (1941) von Orson Welles, Der Glanz des Hauses Amberson (1942) von O. Welles sowie Die Glocken von St. Marien (1945) von Leo McCarey mit. Noch 1991 war er als Tonaufnehmer an der Entstehung der Filmkomödie L.A. Story von Mick Jackson beteiligt.
Als Filmtechniker leistete er insbesondere Pionierarbeit auf dem Gebiet des sogenannten Re-recording, einem System, bei dem Sänger, Musiker oder Ensembles mehrmals nacheinander aufgenommen werden und durch anschließende Zusammenmischung der Aufnahmen der Eindruck eines größeren Klangapparates entsteht.